# 蛇夫座47
蛇夫座47 （47 Oph）是在星座蛇夫座的一對聯星。該系統的視星等之和為4.54。根據依巴谷衛星測量的視差，該系統位於大約98.1光年或30.1秒差距之外。
蛇夫座47是光譜聯星：也就是說，兩顆恆星的運動速度足夠快，以致於可以檢測到恆星光譜中週期性的多普勒頻移。在這種情況下，這兩顆恆星可以使用干涉儀進行解析。主星是一顆F型主序星，質量是太陽的1.5 倍，直徑大約是太陽的兩倍。它的伴星質量是太陽的1.34 倍，直徑是太陽的 1.36 倍。這兩顆恆星每26.3天繞彼此公轉一次，軌道離心率為0.481。
蛇夫座 47 最初使用的名稱是HR 6496。然而，當星座邊界被重新繪製時，星星落入了星座巨蛇座，HR 6493這個名稱才被用於這顆恆星。
還有一個更遙遠的伴星，一顆棕矮星，它與蛇夫座47的預計間隔為8,850 天文單位。它是一顆L型棕矮星，光譜型為L5.5，這個天體的質量是木星的70 倍，接近棕矮星和恆星之間的氫燃燒極限—分界線—，而它的半徑只有木星的0.93。